# (7905) Juzoitami
(7905) Juzoitami es un asteroide que forma parte del cinturón de asteroides y fue descubierto por Akimasa Nakamura el 24 de julio de 1997 desde el Observatorio Astronómico de Kumakōgen, Japóm.

## Designación y nombre
Juzoitami fue designado inicialmente como 1997 OX.
Más adelante, en 1998, se nombró en honor del cineasta japonés Juzo Itami (1933-1997).

## Características orbitales
Juzoitami orbita a una distancia media del Sol de 3,113 ua, pudiendo acercarse hasta 2,856 ua y alejarse hasta 3,371 ua. Tiene una excentricidad de 0,0827 y una inclinación orbital de 12,21 grados. Emplea en completar una órbita alrededor del Sol 2007 días. El movimiento de Juzoitami sobre el fondo estelar es de 0,1794 grados por día.

## Características físicas
La magnitud absoluta de Juzoitami es 11,7.